# Dača
Dača (ruski: дача) jest ruski naziv za sezonsku ili cjelogodišnju vikendicu, koja se često nalazi izvan ruskih gradova. 
Dače su vrlo česte u Rusiji, a također su široko rasprostranjene u većini država bivšeg Sovjetskog Saveza. Procjenjuje se da oko 50% ruskih obitelji, koje žive u velikim gradovima imaju dače.
Vikendice i barake koje služe kao glavni ili jedini dom obitelji, ne smatraju se dačama. Iako se neke dače preuređuju kao cjelogodišnje prebivalište. U nekim slučajevima, vlasnici dača dio godine provede u njima, a ostali dio godine iznajmljuju ih.  
Tijekom razdoblja od 1963. do 1985., postojala su ograničenja u veličini i opremi dača. Poslije toga, a naročito od 1990., nema više ograničenja.
Svatko tko trajno prebiva u dači kolokvijalno se naziva dačnik (rus. дачник); pojam se obično odnosi na prepoznatljiv stil života.

## Galerija
- Skupina dača kod Ksotova.
- Dača na slici Nikolaja Dubovskoja
- Dača
- Dača u blizini Kaluge.